# 15554 Chenhuaipu
15554 Chenhuaipu è un asteroide della fascia principale. Scoperto nel 2000, presenta un'orbita caratterizzata da un semiasse maggiore pari a 2,398496 UA e da un'eccentricità di 0,140605, inclinata di 7,084168° rispetto all'eclittica. Ha un diametro di 3,896 km.